# Versailles (Missouri)
Versailles település az Amerikai Egyesült Államok Missouri államában, Morgan megyében, melynek megyeszékhelye is. Lakosainak száma 2539 fő (2020. április 1.).

## Népesség
A település népességének változása:

| 2010 | 2 482 |
| 2020 | 2 539 |